# The American Sector
The American Sector ist ein US-amerikanischer Dokumentarfilm unter der Regie von Courtney Stephens und Pacho Velez. Der Film feierte am 21. Februar 2020 auf der Berlinale seine Weltpremiere in der Sektion Berlinale Special.

## Inhalt

Reste der Berliner Mauer wurden in den USA an Orten wie dem Hauptquartier der Vereinten Nationen aufgestellt

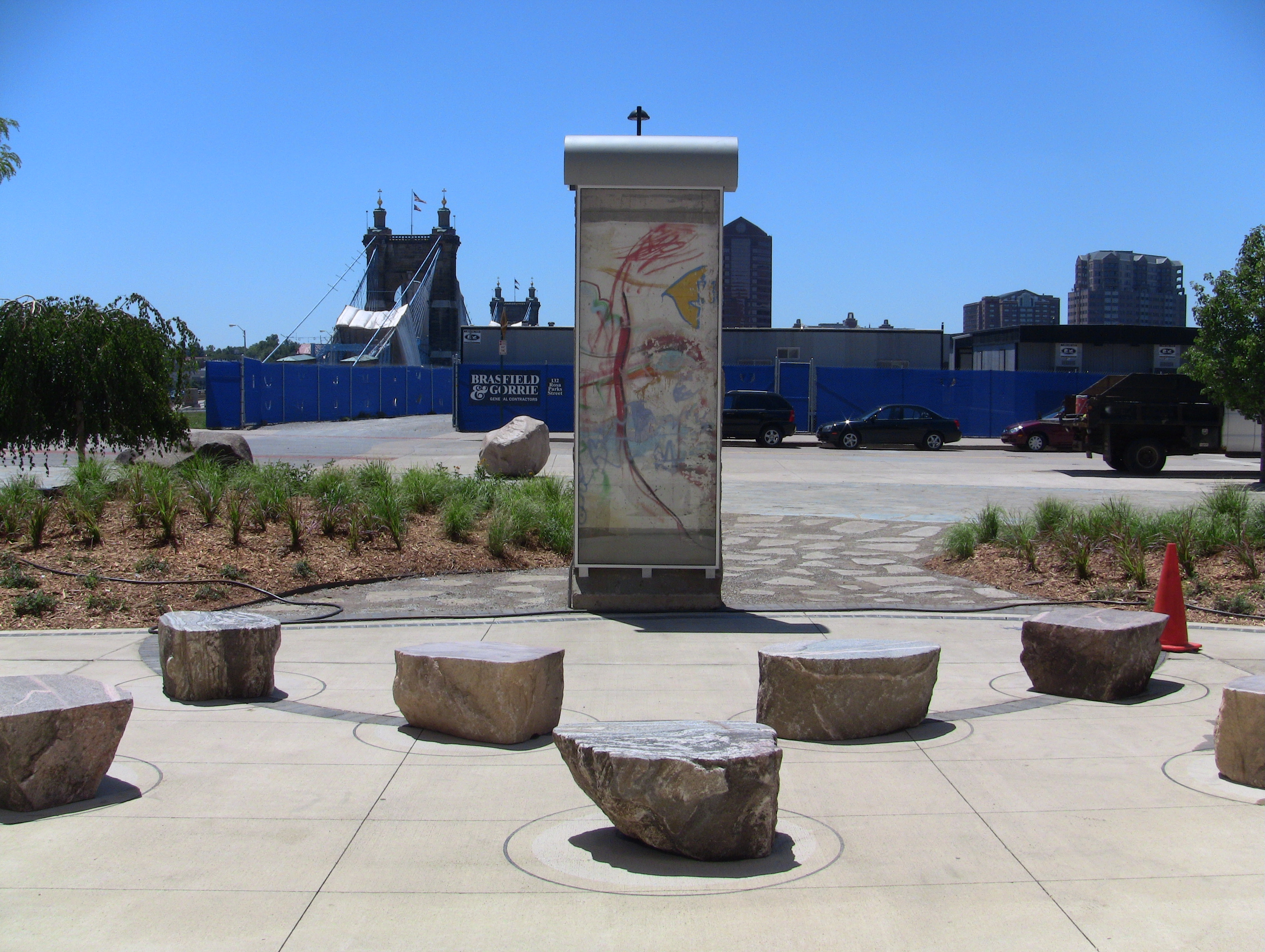
Einige Segmente finden sich dort aber auch an ungewöhnlichen Orten, wie hier in Cincinnati

30 Jahre nach dem Fall der Berliner Mauer geht der Film der Frage nach, welche Bedeutung die Mauerteile haben, die amerikanische Privatpersonen oder Institutionen in die USA gebracht haben. Es wird gezeigt, wie Baudenkmäler in die Geschichte der Gegenwart hineinwirken. Einige davon werden sich selbst überlassen, andere dagegen in Ehren gehalten.
Die 3,5 Meter hohen Betonteile stehen an historisch-politisch bedeutsamen Orten wie dem George Bush Center for Intelligence dem Hauptquartier der CIA oder Fort Benning. Auch beim Missouri College in Fulton findet sich ein Mauerteil; dort hielt Winston Churchill seine Rede The Sinews of Peace (deutsch: Die Sehnen des Friedens), die „als Fanfarenstoß für den Kalten Krieg“ gilt. Andere Aufstellungsorte stellen die Mauerteile in einen bizarren Kontext – so die Herrentoilette des Spielkasinos und Hotels Main Street Station am Las Vegas Strip oder das Kuriositätenmuseum Ripley’s Believe It or Not! in Alamo, einer zum Fort ausgebauten ehemaligen Missionsstation in der texanischen Stadt San Antonio. Auch bei der Capital University in Bexley, einem Vorort von Columbus in Ohio, wurde ein Teil platziert.
75 dieser Orte zeigt der Film und nimmt das Publikum mit zu Interviews mit den ungewöhnlichen Personen, die die Mauerteile besitzen, instand halten und sich mit ihnen beschäftigen. Auf diese Weise öffnet The American Sector ein Fenster in die amerikanische Kultur: Die Relikte des Kalten Krieges werden zum Anlass für die Beschäftigung mit der Gegenwart. Die US-Amerikaner haben die deutschen Grenzsymbole zu einem amerikanischen Denkmal gemacht: So haben sie dem amerikanischen Freiheitsideal Gestalt gegeben und im Rahmen ihrer Möglichkeiten ein Zeichen für die Einhaltung der nationalen Werte gesetzt.
Die Mauerteile kommen als Objekte, aber auch als angebliche Symbole für nationale Werte ins Gespräch: The American Sector geht der Frage nach: Welchen Stellenwert hat das Symbol, das Berlin einst für die Welt war, heute, da doch die Mauer ihre Funktion verloren hat und allenfalls noch ausgestellt wird? Wurde das historische Potenzial, das der Mauerfall symbolisiert, genutzt oder vergeudet? Können die Mauerteile in der Gegenwart, in der viel über öffentliches Gedenken debattiert wird, immer noch Geschichte wachrufen? Anhand von Überresten aus dem Kalten Krieg versuchen die Filmemacher eine akribische anthropologisch-urbanistische Bestandsaufnahme einer untergegangenen Weltordnung.

## Produktion
Courtney Stephens und Pacho Velez führten Regie, Pacho Velez führte auch die Kamera und produzierte. Für den Filmschnitt waren Dounia Sichov und Courtney Stephens verantwortlich. Ausführende Produzenten waren Joe Poletto und Sam Roseme. In den Händen der US-amerikanischen Produktionsfirma Asterlight lag die Produktion des Films.
Das geplante Budget waren 200 000 $. 18 Monate lang fuhr das Team bei den Dreharbeiten durch die USA.
Der Film feierte am 21. Februar 2020 auf der Berlinale Weltpremiere und lief dort in der Sektion Berlinale Special.

## Auszeichnungen
Bei der Berlinale 2020 ist der Film für den Berlinale Dokumentarfilmpreis nominiert.
The American Sector wurde zum Luxembourg City Film Festival 2020 und zum Doc Aviv in Tel Aviv eingeladen.